# Milotski Breg
Milotski Breg (en italien : Montemillotti) est une localité de Croatie située en Istrie, dans la municipalité de Gračišće, dans le comitat d'Istrie. En 2001, la localité comptait 113 habitants.

## Démographie
| 1948 | 1953 | 1961 | 1971 | 1981 | 1991 | 2001 |
| ---- | ---- | ---- | ---- | ---- | ---- | ---- |
| 317  | 300  | 245  | 185  | 156  | 123  | 113  |